# Philoscia incurva
Philoscia incurva is een pissebed uit de familie Philosciidae. De wetenschappelijke naam van de soort is voor het eerst geldig gepubliceerd in 1902 door Gustav Budde-Lund.